# 曾昭起
曾昭起（1946年10月—），山东莘县董杜庄人，曾广福之子，中华人民共和国政治人物，曾发起过百日无孩运动。

## 生平
1965年7月加入中国共产党，1968年7月毕业于聊城农校，1974年7月毕业于山东工学院，被分配到莘县张鲁公社任生产组成员。1975年任张鲁公社于楼管区副书记，1976年，任管区书记。1977年，调任张鲁公社党委副书记。1979年，任张鲁公社党委副书记兼公社管委会主任，1980年，任张鲁公社党委书记。1984年，调任仟中共莘县城关镇委员会书记。1985年3月，任中共莘县县委常委、副县长。1988年9月，出任莘县人民政府县长；1989年12月，任中共冠县县委书记，在担任县委书记期间，1990年8月25日，主持召开研究梨等水果销售渠道，并销售到亚运会以及当时中苏边界；此外成功处理解决了因缺资金未到位而停产的冠县化肥厂1.5万吨合成氨扩建工程。曾为了降低人口出生率，於1991年5月1日至8月10日发起“百日无孩”运动，造成上萬人無法出生，而截至1994年，冠县人口出生率为5.7‰，是1991年以来人口出生连续下降第四年。
1992年6月，任中共聊城地委副书记；1992年12月，任中共菏泽地委副书记、菏泽行署副专员、行署党组副书记；1995年8月任山东省二轻总会会长、党组书记；2001年，任山东省经济贸易委员会副主任；2004年5月至2007年，任山东省国资委主任、党委副书记。并于退休后在担任山东省关心下一代工作委员会副主任。